# Communauté de communes du Pays de Saint-Aubin-du-Cormier
Die Communauté de communes du Pays de Saint-Aubin-du-Cormier ist ein ehemaliger französischer Gemeindeverband mit der Rechtsform einer Communauté de communes im Département Ille-et-Vilaine in der Region Bretagne. Der Gemeindeverband wurde am 3. Dezember 1993 gegründet und bestand aus elf Gemeinden. Der Verwaltungssitz befand sich im Ort Saint-Aubin-du-Cormier.

## Historische Entwicklung
Mit Wirkung vom 1. Januar 2017 wurde der Gemeindeverband aufgelöst und seine Mitgliedsgemeinden auf die Liffré-Cormier Communauté und die Fougères Agglomération aufgeteilt.

## Ehemalige Mitgliedsgemeinden
1. La Chapelle-Saint-Aubert
2. Gosné
3. Livré-sur-Changeon
4. Mézières-sur-Couesnon
5. Saint-Aubin-du-Cormier
6. Saint-Christophe-de-Valains
7. Saint-Georges-de-Chesné
8. Saint-Jean-sur-Couesnon
9. Saint-Marc-sur-Couesnon
10. Saint-Ouen-des-Alleux
11. Vendel